# Universidade Federal da Bahia
Universidade Federal da Bahia (UFBA) este o instituție de invățământ superior de stat din Salvador, Bahia, Brazilia.
A fost infiintata in anul 1946.